# ويليام إي. فيرنر
ويليام إي. فيرنر (بالإنجليزية: William E. Werner)‏ هو محامي وقاضي أمريكي، ولد في 19 أبريل 1855، وتوفي في 1 مارس 1916.